# سیارک ۱۹۱۱
سیارک ۱۹۱۱ (به انگلیسی: 1911 Schubart، نامگذاری:1973UD) هزار و نهصد و یازدهمین سیارک کشف شده‌است که در ۲۵ اکتبر ۱۹۷۳ کشف شد.
قدر مطلق سیارک برابر ۱۰٫۱۱ است.